# Waterford, Maine
Waterford är en kommun (town) i Oxford County i Maine. Vid 2010 års folkräkning hade Waterford 1 553 invånare.